# Kościół św. Marka w Domatkowie
Kościół Świętego Marka – dawniej główny kościół parafii w Rzochowie (osiedle Mielca), w 2010 przeniesiony do Muzeum Kultury Ludowej w Kolbuszowej. Kościół został złożony w części skansenu należącej do Brzezówki (przysiółka wsi Domatków). 

## Historia
Świątynia pochodzi z 1840 roku. W 1843 roku została konsekrowana.
Kościół pełnił rolę świątyni parafialnej parafii św. Marka Ewangelisty w Mielcu do 14 grudnia 2003 roku, kiedy to biskup Wiktor Skworc poświęcił nowy kościół parafialny. 
Kościół drewniany wraz z dzwonnicą został w maju 2008 roku przekazany skansenowi w Kolbuszowej. Oba obiekty rozebrano w czerwcu 2010 roku, a następnie przewieziono do Kolbuszowej. Tam konserwatorzy złożyli obie konstrukcje w całość i poddali je dalszym pracom renowacyjnym w celu udostępnienia zwiedzającym.

## Architektura
Kościół zbudowany z drewna, o konstrukcji zrębowej, jednonawowy. Ściany boczne oszalowane. Przy nawie od południa, od zachodu są niewielkie kruchty. Płaski strop świątyni podtrzymują cztery słupy. Dach dwuspadowy jest pokryty gontem (dawniej blachą). 
Wewnątrz znajduje się prezbiterium zamknięte trójbocznie. Po jego bokach umiejscowiono dwie przybudówki i zakrystie. W pochodzącym z drugiej połowy XVII wieku ołtarzu głównym umieszczono dwie barokowe rzeźby św. Stanisława i św. Wojciecha wykonane w tym samym okresie. W skład wyposażenia kościoła wchodzą również ołtarze boczne: jeden z przełomu XVIII i XIX wieku wykonany w stylu rokokowym, dwa klasycystyczne z 1878 roku oraz jeden z XX wieku ufundowany przez rzochowskich emigrantów do USA. W świątyni znajduje się także barokowa chrzcielnica pochodząca z II poł. XIX wieku i kropielnica oraz secesyjna polichromia z 1950 roku, którą wykonał ksiądz Ludwik Sieradzki.